# Ajlun
Ajlun (arabiska: عجلون, ‘Ajlūn) är centralort i provinsen Ajlun i norra Jordanien, belägen 76 kilometer nordväst om huvudstaden Amman. Staden är känd för ruinerna av den gamla fästningen Ajlun uppförd under 1100-talet.
Staden har omkring 10 000 invånare (2015), medan storstadsområdet har cirka 55 000 invånare. Förutom själva innerstaden Ajlun räknas sju övriga orter till stadsområdet.